# Edward Bligh (2e comte de Darnley)
Pour les articles homonymes, voir Edward Bligh et Bligh.
Edward Bligh, 2e comte de Darnley (9 novembre 1715 – 22 juillet 1747), est un pair irlandais né d'une famille anglaise résidant dans le Kent.

## Biographie
Fils aîné de John Bligh, premier comte de Darnley et de Lady Theodosia Hyde (10e baronne Clifton) (en), il fait ses études à Westminster et à Genève. Il succède à sa mère en tant que baron Clifton en 1722 et, en 1728, à son père en tant que comte de Darnley.
Lord Darnley est un grand maître de la première Grande Loge d'Angleterre (1737-1738), élu membre de la Royal Society (en 1737). En 1742, il est nommé Lord de la chambre du prince de Galles, fonction qu'il occupe jusqu'à sa mort. C'est l'un des whigs qui, sous les auspices de William Pulteney (1er comte de Bath), s'opposent au gouvernement de Robert Walpole. Bien qu'il ne se soit jamais marié, il est réputé avoir été l'amant de la célèbre actrice irlandaise Peg Woffington.
Selon le livre funéraire de Westminster Abbey et la pairie de Burke, il meurt à Cobham Hall, siège de la famille, et est inhumé à l'Abbaye de Westminster le 1er août 1747, à l'âge de 31 ans . Son frère John Bligh (3e comte de Darnley) lui succède.